# Metaphycus howardi
Metaphycus howardi är en stekelart som först beskrevs av Cockerell 1898.  Metaphycus howardi ingår i släktet Metaphycus och familjen sköldlussteklar. Inga underarter finns listade i Catalogue of Life.